# Cassignas
Cassignas (okzitanisch: Cassinhàs) ist eine Gemeinde mit 128 Einwohnern (Stand: 1. Januar 2022) in Frankreich im Département Lot-et-Garonne in der Region Nouvelle-Aquitaine (vor 2016: Aquitanien). Cassignas gehört zum Arrondissement Agen und zum Kanton Le Pays de Serres. Die Einwohner werden Cassignacais genannt.

## Geografie
Cassignas liegt etwa 17 Kilometer nordöstlich von Agen. Umgeben wird Cassignas von den Nachbargemeinden Hautefage-la-Tour im Norden, Frespech im Norden und Osten, Cauzac im Südosten, Laroque-Timbaut im Süden sowie Monbalen im Westen und Nordwesten.

## Bevölkerungsentwicklung
| 1962                       | 1968 | 1975 | 1982 | 1990 | 1999 | 2006 | 2018 |
| -------------------------- | ---- | ---- | ---- | ---- | ---- | ---- | ---- |
| 156                        | 138  | 105  | 112  | 120  | 135  | 147  | 127  |
| Quellen: Cassini und INSEE |      |      |      |      |      |      |      |

## Sehenswürdigkeiten
- Kirche Saint-Pierre
- Kirche Saint-Jean im Ortsteil Les Bourdiels

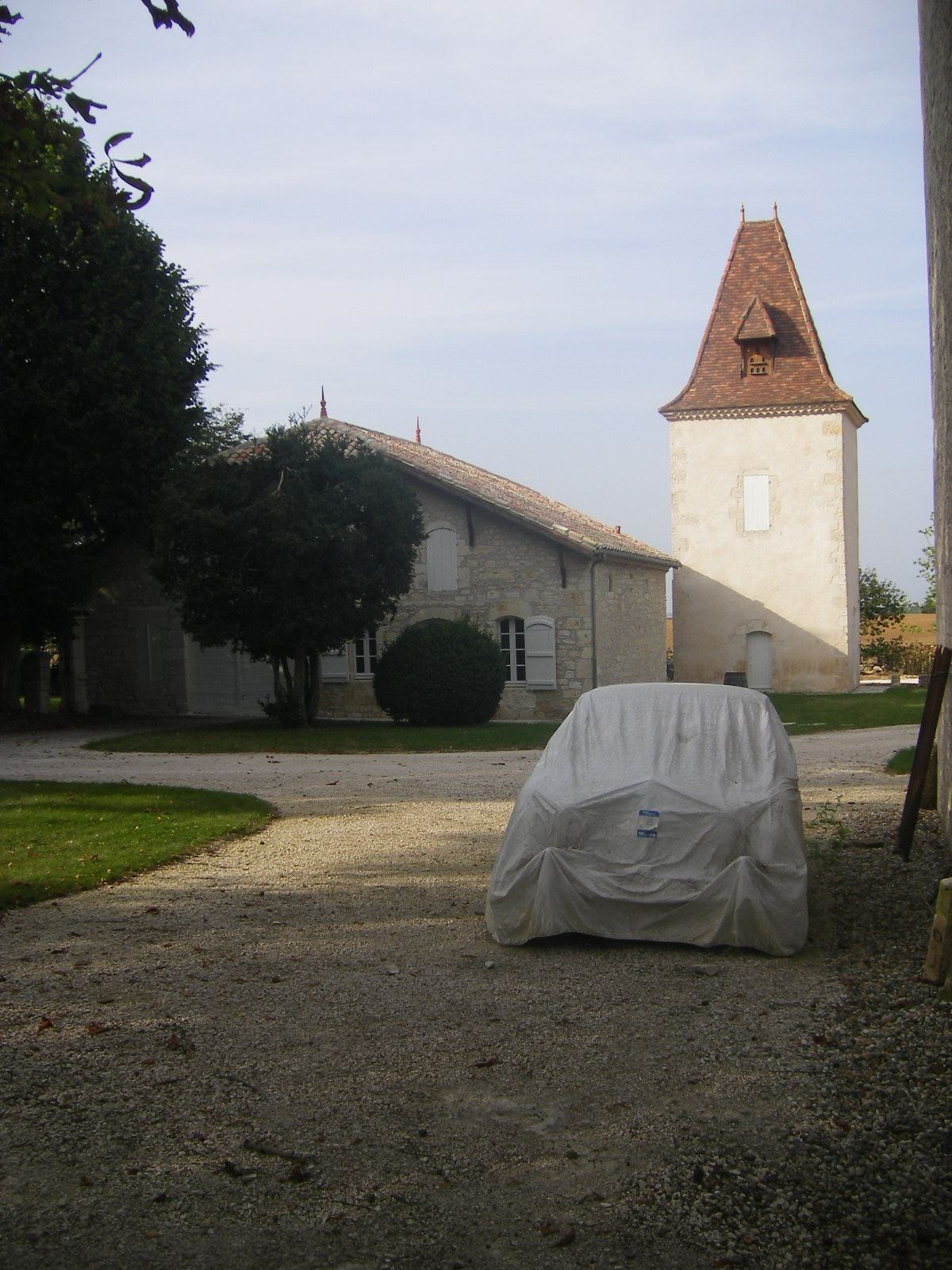
Kirche in Tricheries

- Kirche im Ortsteil Les Tricheries